# Cutie Honey
Cutie Honey o Cutey Honey (キューティーハニー Kyūtī Hanī?) es una serie de anime y manga creada por Gō Nagai en 1973. 
Aun siendo un androide, la personaje principal, Honey, es considerada un prototipo de magical girl, debido a su transformación, y al concepto de chica con poderes.

## Historia
Cutie Honey apareció por primera vez al público en 1973, en la edición 41 de la revista Shonen Champion 13 días antes de su estreno en TV. La serie de TV empezó el 13 de octubre de 1973 y concluyó el 30 de marzo de 1974.

## Argumento
Honey es una androide creada por el anciano profesor Kisaragi para que fuese su "hija". Ella no tenía idea de que era un ser artificial y hasta asistía a una escuela católica. Descubrió la verdad el día en que su "padre" fue asesinado por una organización terrorista llamada "Panther Claw", un mensaje de su padre le enseñó que al decir "Honey Flash!" podía transformarse en lo que ella desease incluyendo una hermosa mujer de pelo rosado conocida como Honey. Honey juró vengar a su padre y destruir a Panther Claw. Ayudándola en su lucha contra Panther Claw está la familia Hayami, formada por Hayami Danbei, sus hijos Seiji y Junpei, y posteriormente, su sobrino Naojiro. La organización "Panther Claw" es liderada por Panther Zora, y su hermana menor, Sister Jill. Su principal objetivo es la riqueza ilimitada y el collar de Cutie Honey. La historia original tiene un final abierto, mostrando como Cutie Honey destruye a Sister Jill y descubre que Panther Zora es la verdadera líder, quien jura vengarse.
El manga contiene aún más violencia, desnudos y humor picante que la serie de TV. En el manga todas las alumnas del colegio de Honey eran lesbianas, incluyendo a la mejor amiga de Honey, Aki Natsuko. En el anime, todos los miembros de Panther Claw eran androides, en el manga eran cyborgs (exceptuando a Sister Jill y a Panther Zora). Honey nunca ingresa a Paradise School ni Danbei tenía un sobrino llamado Naojiro.

## Las formas deCutie Honey
Honey tiene el poder de cambiar de aspecto de múltiples formas, he aquí algunas de sus apariencias tanto en manga como en anime:

### Serie de TV
- Honey Kisaragi (Identidad como humana)
- Jugadora de Baseball Honey
- Indigente Honey
- Boxeadora Honey
- Cutey Honey (Heroína)
- Chaplin Honey (Parecida a Charlie Chaplin)
- Cowboy Honey
- Conductora Honey
- Honey Egipcia
- Fancy Honey (Modelo)
- Bombero Honey
- Flash Honey (Reportera)
- Domadora Honey
- Geisha Honey
- Pistolero Honey
- Hurricane Honey (Motociclista)
- Jorobado Honey
- Idol Honey
- India Honey
- María Antonieta Honey
- Luchadora enmascarada Honey
- Matador Honey
- Sirena Honey
- Misty Honey (Cantante)
- Panther Honey (villano)
- Pierrot Honey
- Pirata Honey
- Safari Honey
- Bailarina Honey
- Tarzán Honey
- Leñadora Honey

### Manga
- Cutie Honey
- Honey Kisaragi
- Hurricane Honey
- Enfermera Honey
- Flash Honey
- Estatua de Mármol Honey
- Joven Honey
- Caballero de armadura Honey
- Domadora Honey
- Tarzán Honey
- Ninja Honey
- Buda Dorado Honey

## Personajes

### Protagonistas
- Honey Kisaragi
- Seiji Hayami
- Junpei Hayami
- Danbei Hayami
- Señorita Alphon
- Señorita Miharu

### Panther Claw
Serie de TV
- Panther Zora
- Sister Jill
- Black Claw
- Fire Claw
- Tomahawk Panther
- Badfly Claw
- Taranche Panther
- Scissors Claw
- Ironsado
- Octo Panther
- Jumbo Panther
- Cutter Claw
- Breast Claw
- Sea Panther
- Blade Panther
- Dynamite Claw
- Snake Panther
- Spin Claw
- Aurora Panther
- Coral Claw
- Puma Claw
- Crocodile Claw
- Twin Panther
- Great Claw
- Scorpion Panther
- Drill Claw
- Eagle Panther

Manga
- Panther Zora
- Sister Jill
- Black Claw
- Fire Claw
- Badfly Claw
- Tomahawk Panther
- Scissors Panther
- Tarance Panther
- Octo Panther
- Ironsado
- Breast Claw
- Jumbo Panther
- Cutter Claw
- Snake Panther
- Dragon Panther

## Anime

### Cutie Honey
La serie original de Cutie Honey empieza su transmisión televisiva el 13 de octubre de 1973 y terminó el 30 de marzo de 1974. La serie de la TV es mucho más suave que la versión del manga, quitando mucha de la violencia y poniendo más humor y calma a los asuntos lésbicos (la profesora Alphonne está atraída por Honey, pero el manga mostraba situaciones más explícitas). El anime nos muestra la Escuela Paraíso y a los personajes Naojiro y Goeman, profesor en la Escuela Paraíso, quienes aparecen en el manga Abashiri Family de Gō Nagai.
Fuera de Japón, Francia fue el único país donde la serie original fue transmitida, bajo el título Cherry Miel (Cherry Honey) en el año 1989.
- Director: Tomoharu Katsumata, Kozo Morishita, Osamu Kasai, Hiroshi Shidara, Nobuo Onuki
- Guion: Masaki Tsuji, Susumu Takaku y Keisuke Fujikawa.
- Diseño de personajes: Shingo Araki.
- Director de animación: Shingo Araki, Masamune Ochiai, Joji Kikuchi, Eiji Uemura, Kenzo Koizumi, Kazuhiko Udagawa, Takeshi Shirado, Satoshi Jingu, Kazuo Komatsubara y Shinya Takahashi.
- Música: Takeo Watanabe.
- Canciones: Yoko Maekawa (Opening: Cutie Honey y Ending: Yogiri no Honey)
- Productor: Toshio Katsuta.
- Producción: Toei Animation Co. Ltd., Dynamic Pro y NET TV (Ahora TV Asahi).
- Elenco japonés:

Eiko Masuyama (Honey y Cutie Honey).
Katsuji Mori (Seiji Hayami).
Jōji Yanami (Profesor Kisaragi).
Kazuko Sawada (Junpei Hayami).
Kousei Tomita (Danbei Hayami).
Nobuyo Tsuda (Panther Zora y Tsuneni Miharu).
Noriko Watanabe (Sister Jill).
Rihoko Yoshida (Aki Natsuko o Nat-chan).
Hiroshi Matsuoka (Naojiro Hayami).
Noriko Tsukase (Profesora Alphonne).
Daisuke Gōri (Narrador).

### Shin Cutie Honey
En 1994, el primer OVA de Cutie Honey fue lanzado. Jessica Calvello, la voz de la Honey en la versión inglesa fue elegida por Gō Nagai. 
Muchos años después de los acontecimientos de la serie original de la TV, los ciudadanos de Cosplay City están luchando con la ola criminal. 
Alcalde Light prometió eliminar a los criminales y traer la paz de vuelta. 
Sin embargo Dolmeck, junto con sus compañeros Black Maiden y Peeping Spider arruinan sus esfuerzos. 
Sin que nadie lo sepa, la secretaria del alcalde es la legendaria Cutie Honey. Cuando se revela su secreto, ella reasume su campaña para salvar la ciudad con el poder del amor. 
Después de que su vuelta, Honey se muda a la casa de Danbei Hayami (Aparecido en la serie del 1973), un hombre cyborg y pervertido, así como el nieto de Danbei, Chokkei, y sus padres Daiko y Akakabu (se cree que Akakabu es la versión crecida de Junpei, hijo de Danbei en la versión del año 1973). 
La serie terminó con 8 episodios en 1995. Mientras que los primeros 4 episodios que contienen una historia completa, los 4 episodios restantes muestran una pelea con un solo enemigo. Cuando la serie fue lanzada en DVD en 2004, un episodio no filmado (el noveno), una historia de Navidad, fue lanzado como audio en el CD drama. Lanzada por ADV Films, SHIN Cutie Honey es la única temporada de Cutie Honey licenciada en los Estados Unidos, esta serie rinde homenaje a Devilman y Mazinger Z, otros famosos animes de Gō Nagai. En España ha sido emitido por el canal Buzz.
- Director: Yasuchika Nagaoka.
- Guion: Hisashi Eguchi, Mari Koeda, Toru Yoshida y Yasuchika Nagaoka.
- Diseño de personajes: Osamu Horiuchi.
- Directores de animación: Atsuo Tobe, Hitoshi Haga y Osamu Horiuchi.
- Música: Kazuhiko Toyama.
- Productores: Masanori Sakamoto y Tomiro Kuriyama.
- Producción: Toei Video Co., Ltd y Dynamic Planning.
- Elenco japonés:

Michiko Neya (Honey y Cutie Honey).
Kousei Tomita (Danbei Hayami).
Rika Fukami (Daiko Hayami).
Rika Matsumoto (Chokkei Hayami).
Wataru Takagi (Akakabu Hayami).

#### Banda sonora
- Opening: Cutey Honey por Les 5-4-3-2-1.
- Endings:
  - Circle Game por Les 5-4-3-2-1.
  - Rendez-vous in Space por Les 5-4-3-2-1.
  - Legend of Good-Bye por Mayuki Hiramatsu.
- Otras: Burning Up! por Urara Takano.

### Cutey Honey Flash
En 1997 se realizó una versión shoujo llamada Cutey Honey Flash, donde Cutey Honey no es una androide, sino una chica normal que va en secundaria a la cual se le es heredado el "Elemental Manipulation Device" convirtiéndose en la portadora de la luz del amor. El diseño de algunos personajes es cambiado, dentro del mismo el más notable es el de Hayami Seiji el cual pasó a ser un chico testarudo, rubio y un estereotipo del chico idealizado o el "Principe Azul". En la animación de esta saga participó la mayoría del personal que se encargó de animar la última temporada del Maho Shojo "Bishoujo Senshi Sailor Moon Stars". Esta saga de Cutey Honey se emitió oficialmente en Japón y en Alemania alcanzando en ambos países un éxito considerable, en Japón la serie vino acompañada de un puñado de merchandising como muñecas, artículos de cosplay, figuras de Gashapon, etc. una saga dedicada a niñas más pequeñas que no pierde el estilo de la Cutie original.
- Director: Noriyo Sasaki.
- Guion: Katsuyuki Sumisawa, Masashi Sogo, Reiko Yoshida, Ryota Yamaguchi y Yukiyoshi Ohashi.
- Diseño de personajes: Miho Shimagasa.
- Directores de animación: Katsumi Tamegai, Ken Ueno, Mariko Fujita, Masahiro Okamura, Masaki Hosoyama, Masami Suda, Michiaki Sugimoto, Miho Shimogasa, Minako Ito, Rika Mishima, Shigetaka Kiyoyama, Takahiro Kagami, Tomohiro Koyama y Yoshihiro Kitano.
- Música: Toshihiko Sahashi.
- Productores: Iriya Azuma, Kenji Oota, Kouichi Yada y Megumi Ueda.
- Producción: Toei Animation, TV Asahi y Dynamic Planning.
- Elenco japonés:

Ai Nagano (Honey y Cutie Honey).
Akiko Hiramatsu (Seira Hazuki/Misty Honey).
Akira Kamiya (Dr. Takeshi Kisaragi).
Chiho Ohkawa (Sister Jill).
Makiko Ōmoto (Natsuko Aki).
Rumi Watanabe (Panther Zora).
Shō Hayami (Tasogare no Prince).
Susumu Chiba (Seiji Hayami).

#### Banda sonora
- Opening: キューティーハニー (Cutey Honey) por Salia.
- Endings:
  - 泣けちゃうほどせつないけど (Nakechauhodo Setsunaikedo) por Mayo Okamoto.
  - キューティーハニー (Cutey Honey) por Salia.

### Re: Cutie Honey
En el año 2004, Gainax y Warner Brothers crearon una película en acción real de Cutie Honey y 3 OVAS basados en la película llamado Re: Cutie Honey.

### Cutie Honey Boys(キューティーハニーBOYS)
Es la versión shōnen-ai de la historia, la cual se serializa en la revista Shossetsu Hanamaru (Novel Hanamaru) de la editorial Hakusensha. Gō Nagai deja de ser partícipe de la creación de esta historia adquiriendo nuevos autores que son Tateno Makoto & Suwayama Michiru. A diferencia de las versiones anteriores de Cutie Honey, los personajes son en su gran mayoría varones. Esta versión está en formato novela con algunas imágenes en las cuales se muestran escenas de batallas y sexo explícito entre personajes varones (yaoi). Lamentablemente de esta versión se tiene poca información, ya que sólo se encuentra en japonés y no existen versiones internacionales.

### Cutie Honey: The Live
En octubre del año 2007 hace su aparición por TV Tokyo la serie Cutie Honey: The Live. Una nueva edición de Cutie Honey, que contó con 25 episodios y una gran aceptación popular. Esta serie presentará muchas diferencias con el resto de las versiones. Ahora tres chicas son androides creadas por el Profesor Kisaragi. Garra de Pantera no está controlada por Pantera Zora, sino que está controlada por "personas" o "cyborgs" con poderes o armas especiales que ningún otro ser humano normal puede portar. El profesor Kisaragi tenía una hija la cual murió o fue asesinada (hecho que no se clarifica muy bien en la serie). El Profesor Kisaragi no fue asesinado por Garra de Pantera, sino por una de sus propias androides "Saotome Miki" o "Sister Miki" su primer creación o Prototipo el cual resultó con algunas fallas, está hecha a base de una chica normal la cual fue asesinada con el fin de ser un androide que reemplazara a la hija de Kisaragi por lo que debía cumplir con los siguientes requisitos: que tuviera el mismo tipo de sangre y que hubiera nacido el mismo día en el que murió la hija del Doctor Kisaragi. Luego de la creación fallida de Miki Saotome, Kisaragi siguiendo el mismo procedimiento crea a Yuki Kenmochi, la cual también resulta con algunas anomalías. Finalmente basándose en sus conocimientos y sin sacrificar una vida, decide crear a Honey la cual es de construcción propia y resulta sin fallas. Otra diferencia importante es que Honey ya no es una chica que quiere vengar a su padre (obviamente por el cambio de argumento), ahora Honey es una chica bastante dulce, algo torpe, y confiable que ayuda a los sin hogar o pobres.

### Cutey Honey: la película
Es la película en imagen real de la serie estrenada en 2004. De esta película sale la serie OVA Re: Cutie Honey. La supermodelo Eriko Sato es la que encarna a Honey Kisaragi, en esta película se realizaron bastantes cambios y contiene algunas partes animadas (el opening y la parte donde se explica el origen androide de Honey).

### Cutie Honey -Tears-
Se ha anunciado para el otoño japonés de 2016 el estreno de una nueva película en imagen real. Dicha película sería protagonizada por Mariya Nishiuchi como Honey. El director será Asai Takeshi. Un teaser lanzado el 28 de abril confirmó qu ela fecha de estreno de la película será el 1 de octubre de 2016. La misma protagonista interpreta el tema BELIEVE.

### Cutie Honey Universe
Cutie Honey Universe se anunció por primera vez en diciembre de 2017 como parte del 50 aniversario del creador Gō Nagai como artista de manga. El anime está siendo dirigido por Akitoshi Yokoyama, cuya animación estuvo a cargo de Production Reed, con composición de series por Natsuko Takahashi y diseño de personajes y dirección de animación principal por Syuichi Iseki. La serie se estrenó en Japón el 8 de abril de 2018 en AT-X, Tokyo MX y BS11. Sentai Filmworks obtuvo la licencia de la serie y la está transmitiendo simultáneamente en varios países fuera de Japón en su servicio Hidive; están programados para publicar también un lanzamiento de video casero de la serie. El tema de apertura es "Ai ga Nakucha Tatakaenai" (愛がなくちゃ戦えない You Can't Fight Without Love) de AouP, mientras que el tema final es "Sister" de Luz.
- Director: Akitoshi Yokoyama
- Guion: Natsuko Takahashi
- Diseño de personajes y dirección de animación: Syuichi Iseki
- Música: Masato Nakayama
- Producción: Production Reed
- Elenco japonés:

Maaya Sakamoto (Honey y Cutie Honey)
Yui Horie (Natsuko Aki)
Atsuko Tanaka (Sister Jill/Inspectora Genet)
Rie Kugimiya (Tarantula Panther)
Chiaki Takahashi (Dragon Panther)
Shizuka Itō (Tomahawk Panther)
Shintaro Asanuma (Seiji Hayami)
Kousei Tomita (Danbei Hayami)
Yuka Terasaki (Junpei Hayami)
Romi Park (Naoko Sukeban)
Yu Kobayashi (Miharu Tsuneni)
Katsuji Mori (Dr. Kisaragi)

## Canción
El tema de Cutie Honey aparece en todas las encarnaciones de este anime. En la versión original del año 1973 Yoko Maekawa era la intérprete de la canción. En Cutie Honey FLASH, fue cantado por SALIA. En los OVAS de SHIN Cutie Honey, fue cantada por el grupo Les 5-4-3-2-1, y también había una versión inglesa hecha por el grupo Mayukiss. Koda Kumi hizo la versión para los OVAS de Re:Cutie Honey OVA y en la película de acción real también. 
En Cutie Honey: The Live, es cantada por Minami Kuribayashi (Integrante del grupo Wild 3-Nin Musume). Las únicas canciones de anime usadas tan constantemente como esta son Theme of Lupin III, que se usó en la serie Lupin III usada en la versión de los 70's, y el opening de GeGeGe no Kitaro usado en la versión de los 60's.
Durante el desarrollo del segundo OVA de Re: Cutey Honey "Historia de La Tierra" el tema es interpretado por Scarlet con algunas variaciones insultantes o amenazantes hacia Honey convirtiéndolo en algo bastante cómico y divertido.
Otros artistas también han hecho la canción, como GO!GO!7188 para el álbum "Tora no ana", Okui Masami en su álbum Masami Kobushi, una versión Eurobeat por TWO-MIX y una versión coreana Korean por Ahyoomee (quien solo hizo un remix del instrumental de la versión de Koda Kumi y canto en eso). También existe una versión animetalica para el disco de Animetal Lady, cantada por Mitsuyo Nemoto del grupo Pink Lady.
La canción también puede ser escuchada en la serie del año 1974, Majokko Megu-chan, donde la protagonista mira a Honey en su traje de Misty Honey cantando en vivo. Y en el séptimo episodio de "Princess Princess" (Año 2006), cuando las princesas la cantan, el show termina con Mikoto diciendo "Me voy a cambiar" (Kawaru wa yo!), la línea tradicional de Cutie Honey. También en "Anna-san no omame" fue utilizada la canción de este tema en donde Riri interpretaba su propia letra con esta música.

## Curiosidades
- Siendo un androide sus poderes son mecánicos y no mágicos, su collar es el aparato reformador de elementos del aire.
- A pesar de la violencia y el desnudo femenino, la serie original estaba enfocada a toda la familia.
- Muchas de las características que hicieron original a Cutie Honey en su época, fueron utilizadas posteriormente por otras series de magical girl, las transformaciones al desnudo literal, las armas, las presentaciones, hasta incluso la capacidad de transformarse en lo que desee (la pluma mágica de Sailor Moon o el diamante mágico de Las aventuras de Gigi).
- En Cutey Honey Flash, Honey es una magical girl con una historia similar a Sailor Moon.
- En un episodio de Princess Princess, Makoto, Tooru y Yuujirou cantan una parte del tema de entrada.